# Padilla (Messico)
Padilla è una municipalità dello stato di Tamaulipas, nel Messico centrale, il cui capoluogo è Nueva Villa de Padilla.
Conta 14.020 abitanti (2010) e ha una estensione di 1.360,89 km².
Il paese deve il suo nome a María Padilla, sposa del vicere Juan Francisco de Güemes, conte di Revillagigedo.